# کریستین زوس
کریستین زوس (انگلیسی: Christian Süß؛ زادهٔ ۲۸ ژوئیهٔ ۱۹۸۵) یک بازیکن تنیس روی میز اهل آلمان است. 
وی همچنین برنده جوایزی همچون برگ بوی نقره‌ای شده است.
وی در مسابقات کشوری و بین‌المللی در مجموع برنده ۸ مدال طلا، ۵ مدال نقره، ۴ مدال برنز شده‌است.